# Ван Бјурен (Мејн)
Ван Бјурен (енгл. Van Buren) насељено је место без административног статуса у америчкој савезној држави Мејн.

## Демографија
По попису из 2010. године број становника је 1.937, што је 432 (-18,2%) становника мање него 2000. године.
| Група             | 2000.         | 2010.         |
| Белци             | 2.329 (98,3%) | 1.870 (96,5%) |
| Афроамериканци    | 3 (0,1%)      | 6 (0,3%)      |
| Азијати           | 4 (0,2%)      | 1 (0,1%)      |
| Хиспаноамериканци | 13 (0,5%)     | 13 (0,7%)     |
| Укупно            | 2.369         | 1.937         |